# Cyrtoclytus agathus
Cyrtoclytus agathus är en skalbaggsart som beskrevs av Holzschuh 1999. Cyrtoclytus agathus ingår i släktet Cyrtoclytus och familjen långhorningar. Inga underarter finns listade i Catalogue of Life.